# The Bold Type – Der Weg nach oben
The Bold Type – Der Weg nach oben (Originaltitel: The Bold Type) ist eine US-amerikanische Fernsehserie, die am 20. Juni 2017 auf dem Sender Freeform ihre Premiere feierte. Sie handelt von dem beruflichen und privaten Umfeld dreier junger Frauen, die bei einer Frauenzeitschrift Scarlet arbeiten, weswegen der Titel ein Wortspiel darstellt, da bold sowohl kühn als auch fettgedruckt bedeuten kann, während sich type neben Typ unter anderem mit Schriftart oder Letter übersetzen lässt. Die Serie basiert auf dem Leben von Joanna Coles, ehemalige Chefredakteurin der Cosmopolitan.

## Produktion
Die erste Staffel besteht aus zehn Folgen, die von Juni bis September 2017 ausgestrahlt wurden. Im Oktober 2017 gab Freeform bekannt, dass es zwei weitere Staffeln geben wird, die ebenfalls aus jeweils zehn Folgen bestehen werden. Die zweite Staffel wurde am 12. Juni erstmals ausgestrahlt. In Deutschland ist die Serie seit dem 9. Februar 2018 bei Prime Video zu sehen. Die dritte Staffel wurde ab 9. April 2019 in den USA ausgestrahlt. Einen Tag später erfolgte bereits der Deutschlandstart. Am 14. Mai 2019 wurde die Serie um eine vierte Staffel verlängert, die am 23. Januar 2020 ihre Premiere feierte, allerdings wurde die Ausstrahlung wegen Produktions-Einschränkungen aufgrund der COVID-19-Pandemie nach dem 26. März bis zum 10. Juni pausiert, auch wird sie statt ursprünglich geplanten 18 aus 16 Episoden bestehen. Am 27. Januar 2021 wurde bekannt gegeben, dass es eine fünfte und letzte Staffel der Serie geben wird, die aus sechs Episoden bestehen soll. Diese feierte am 26. Mai ihre Premiere. Am 23. März 2022 erfolgt die deutschsprachige Erstausstrahlung im Free-TV bei Sixx.

## Handlung

### Staffel 1
Nach drei Jahren als Assistentin ist Jane Sloan zur Redakteurin bei der Frauenzeitschrift Scarlet befördert worden. Ihre besten Freundinnen Kat Edison und Sutton Brady arbeiten bei derselben Zeitschrift. Kat leitet die Abteilung Social Media, Sutton ist Assistentin einer Redakteurin.
Ihr Beruf stellt die drei Protagonistinnen oftmals vor unerwartete Probleme. So wird Jane aufgrund eines Artikels von einer Stripperin wegen Diffamierung verklagt, Kat wird online verunglimpft, und Sutton ist frustriert, da sie schon lange davon träumt, in der Moderubrik zu arbeiten.
Im Privatleben findet Kat heraus, dass sie lesbisch ist und lernt die Künstlerin Adena kennen. Sutton führt eine Affäre mit dem Vorstandsmitglied Richard. Jane verliebt sich in Ryan, den Redakteur eines Männermagazins.
Am Ende der Staffel trennen sich die Wege der drei Hauptfiguren. Jane wechselt das Magazin, Kat geht mit ihrer Freundin ins Ausland, und Sutton bleibt zwar bei Scarlet, wird aber Assistentin eines anderen Mitarbeiters.

### Staffel 2
Nach einem groben Fehler gegenüber einer Interviewpartnerin wird Jane entlassen und will zu Scarlet zurückkehren. Die Chefredakteurin Jacqueline möchte dies aber vorerst nicht, da Jane lernen soll, mit einem Misserfolg umzugehen. Währenddessen ist Kat in ihrer Beziehung mit Adena glücklich, mit der sie auch gelegentlich beruflich zusammenarbeitet, während Sutton aufgrund von Gerüchten in der Firma und ungeahnten Problemen einige Schwierigkeiten als neue Assistentin von Oliver hat.
Auch in ihrem Privatleben werden die drei Protagonistinnen vor Probleme gestellt. Jane findet heraus, dass sie aufgrund einer Mutation bald keine Kinder mehr bekommen kann, zudem trifft sie erneut auf Ryan, zu dem sie sich immer noch hingezogen fühlt, obwohl sie eine neue Beziehung führt. Kat ist sich ihrer Sexualität immer noch nicht sicher, was ihre Beziehung zu ihrer Freundin Adena belastet, und Sutton sieht nach vielen Jahren ihre alkoholkranke Mutter wieder.
Am Ende der Staffel versöhnen sich Jane und Ryan, während die Beziehung von Kat und Adena zerbricht, Sutton findet wieder zu Richard und hat scheinbar endlich ihren Platz in der Firma gefunden.

### Staffel 3
Janes Verbindung zu Ryan gerät ins Wanken, weil sie ihn nicht bei der Einfrierung ihrer Eizellen dabei haben möchte und er daraufhin mit einer anderen Frau Sex hat. Kat ist nach der Trennung von Adena untröstlich und nimmt sich vor, sich gegenüber ihren zukünftigen Partnern nicht mehr zu verschließen. Sutton und Richard führen derweil eine nicht immer harmonische Beziehung.
Jane und Jacqueline finden bei einer Recherche heraus, dass mehrere Frauen von einer bekannten Mode-Fotografin psychisch misshandelt wurden. Die Enthüllung des Skandals bringt sowohl ihnen als auch der Zeitschrift nicht nur Vorteile. Unterdessen kandidiert Kat als Stadträtin und verliebt sich in ihre Assistentin Tia, während Sutton erneut unsicher ist, ob sie lieber im Vorder- oder Hintergrund der Mode-Abteilung arbeiten würde.
In der letzten Folge der Staffel vertragen sich Jane und Ryan endgültig, während Kat ihre Beziehung zu Adena wiederaufleben lässt und Sutton Richard heiraten möchte. Die berufliche Zukunft der drei ist allerdings ungewiss, als sie eines Tages die Redaktionsräume leer vorfinden.

## Figuren

### Jane Sloan
Jane wuchs mit drei Brüdern in Colorado auf. Ihre Mutter starb an Brustkrebs, weswegen es ihr in einer Folge sehr schwerfällt, über die Krankheit zu schreiben. In derselben Folge stellt sich bei einem Arztbesuch heraus, dass sie aufgrund einer Mutation im BRCA1-Gen ein erhöhtes Risiko hat, ebenfalls zu erkranken. In einer Folge der zweiten Staffel streitet sie sich mit Sutton, da sie in ihrer gemeinsamen Wohnung eine Waffe findet. Sie erklärt, dass sie der Waffenpolitik im Land äußerst ablehnend gegenübersteht, da die Tochter ihrer damaligen Kindergartenlehrerin bei dem Amoklauf in Columbine ums Leben kam und Jane daraufhin ihre Leuchtschuhe wegwarf, weil sie Angst hatte, von einem Amokläufer entdeckt zu werden.
Jane beginnt eine Beziehung mit Ryan Decker (genannt Pinstripe Guy), einem Kolumnisten des Männermagazins Pinstripe, mit ihm erlebt sie auch ihren ersten Orgasmus. Nach ein paar Monaten trennen sich die beiden jedoch wieder, da sie merkt, dass er Offene Beziehungen normalen Beziehungen vorzieht. Aufgrund ihres Artikels über eine Kongressabgeordnete wird sie von dem Politmagazin Incite angeworben. Am Ende der Staffel nimmt sie das Angebot an und verlässt Scarlet.
In der zweiten Staffel schreibt Jane einen Artikel, der von ihrer Interviewpartnerin stark kritisiert wird. Als sie sich bei dieser per Sprachnachricht entschuldigen will, landet die Aufnahme im Internet. Jane wird aufgrund dieses Vorfalls entlassen und arbeitet vorübergehend als freie Journalistin. Während dieser Tätigkeit lernt sie Ben Chau, einen Gynäkologen, kennen. Die beiden verabreden sich, allerdings missfällt Jane Bens Religiosität und es kommt zum Streit mit ihm, da sie aufgrund des frühen Todes ihrer Mutter wütend auf Religionen ist, allerdings versöhnen sich die beiden kurz darauf. Vorher trifft sie auf Ryan, der nun für eine Boulevardzeitung tätig ist und sie auf eine Party einlädt, Jane merkt aber schnell, dass er immer noch offene Beziehungen bevorzugt.
Bei einem weiteren Arztbesuch erfährt sie, dass ihre Fruchtbarkeit aufgrund der BRCA1-Mutation stark eingeschränkt ist. Deswegen entscheidet sie sich für ein Social Freezing. Dies droht zu scheitern, da ihre Krankenversicherung für die Behandlung nicht aufkommt. Zwar schlägt Ben ihr vor, sich als seine Lebensgefährtin auszugeben, da die Behandlung für Frauen, die in einer Familie leben, kostenlos ist. Als Jane in der letzten Folge der zweiten Staffel Pinstripe von ihrem Vorhaben erzählt, bietet er ihr seine finanzielle Unterstützung an und gesteht, dass er immer noch Gefühle für sie empfindet und küsst sie.
In der dritten Staffel deckt Jane gemeinsam mit ihrer Vorgesetzten einen Skandal in der Modewelt auf, als sie mehrere Models trifft, die von einer bekannten Fotografin schlecht behandelt wurden, und veröffentlicht darüber schließlich einen Artikel. Sie trennt sich kurzzeitig von Ryan, kommt aber am Ende der Staffel erneut mit ihm zusammen.

### Kat Edison
Kat stammt aus einer wohlhabenden Familie, da ihre Eltern gut verdienende Psychologen sind. Sie hat dazu beigetragen, dass der offizielle Twitter-Account der Zeitschrift 2 Millionen Follower erreicht hat. Als sie einen Artikel über Geschlechterungleichheit veröffentlicht, wird sie im Internet gemobbt: Zuerst beleidigt ein Troll sie mit vulgären Ausdrücken, dann stellt er ein Nacktfoto von ihr ins Netz.
Kat lernt Adena El-Amin kennen, eine Fotografin aus dem Iran, und die beiden verbringen viel Zeit miteinander. Obwohl sich Kat zunächst selbst versichert, heterosexuell zu sein, bemerkt sie allmählich ihre Gefühle für die Künstlerin. Als Adena von einem kurzen Aufenthalt in Paris in die Vereinigten Staaten zurückkehrt und aufgrund ihrer Herkunft am Flughafen festsitzt, kommt Kat zu ihr. Sie kauft mit dem Geld ihrer Eltern ein Ticket, um mit Adena zusammen sein zu können, und die beiden haben in einer First Class Lounge Sex. Am Ende der Staffel beschließt Kat, Adena für einen Kurzurlaub nach Südamerika zu folgen.
In der zweiten Staffel kehrt Kat aus Südamerika zurück, sie lebt nun mit Adena in einer Beziehung, die vorerst in New York bleiben darf, da ihr Visum verlängert wurde. Obwohl die Verbindung zunächst glücklich verläuft, ist Kat enttäuscht, da ihre Freundin ihr nicht sagen möchte, mit wie vielen Personen sie bereits geschlafen hat, zudem hat Kat in einem Traum Sex mit einer Freundin von Adena. Da sich Kat immer noch bezüglich ihrer Sexualität unsicher ist, schlägt Adena vor, eine offene Beziehung zu führen. Zwar scheint die Beziehung wieder stabiler zu werden, als Kat Adena ihre Liebe gesteht und sie zusammen mit Jane und Sutton für ein paar Tage nach Paris fliegen. Dort erfährt Kat, dass Adena, seitdem sie zusammen sind, ihre künstlerische Tätigkeit nicht mehr fortgesetzt hat, weswegen sie sich streiten und Adena in der letzten Folge der Staffel nicht auf einer Party erscheint, auf die sie zusammen mit Kat gehen wollte.
In der dritten Staffel kandidiert Kat für einen Sitz im Stadtrat und beginnt eine Beziehung mit Tia Clayton aus ihrem Wahlkampfteam. Am Ende der Staffel scheitert Kats Kandidatur, allerdings findet sie erneut zu Adena, die beiden lassen ihre Beziehung wieder aufleben.

### Sutton Brady
Im Gegensatz zu Jane und Kat ist Sutton immer noch Assistentin. Sie arbeitet für Lauren Park, die einen hohen Posten in der Redaktion besetzt. Sie wechselt im Laufe der Staffel in die Mode-Abteilung der Zeitschrift, obwohl sie für die Stelle in der Marketing-Abteilung eine viel höhere Bezahlung erhalten würde. Ihr neuer Vorgesetzter wird Oliver Grayson, ein Modedesigner aus Oklahoma.
Sutton führt eine heimliche Beziehung mit Richard Hunter, der als Firmenanwalt für die Zeitschrift arbeitet. Sutton trennt sich schließlich von Richard und ist anschließend mit Alex Crawford, einem Redakteur, der ehemals beim Wall Street Journal angestellt war, zusammen, jedoch scheitert diese Verbindung, als Alex merkt, dass Sutton immer noch Gefühle für Richard hat.
Am Anfang der zweiten Staffel kann Sutton aufgrund einer neuen Regelung der Firma wieder mit Richard eine Beziehung führen, allerdings wird diese belastet, da Gerüchte kursieren, dass sich Sutton hochgeschlafen und daher die Stelle in der Modeabteilung erhalten hat, weswegen die Verbindung nicht lange anhält. Als Sutton bei ihrer Arbeit für Oliver Grayson nicht weiterkommt, freundet sie sich mit Brooke Langley, einer Influencerin an, diese nutzt Sutton aus und erwirbt mit deren firmeneigener Kreditkarte Kokain im Wert von 500 Dollar. Zudem beginnt sie eine Beziehung mit einem anderen Mann, allerdings ist sie empört, als sich herausstellt, dass sie seine Affäre ist, und entschuldigt sich bei seiner Ehefrau.
Als Jane eine Flinte in der Wohnung, in der sie gemeinsam mit Sutton lebt, findet, ist sie erbost und verlangt, dass Sutton sie beseitigt. Um Jane zu besänftigen, nimmt Sutton sie mit zum Schießen, dort bestätigt sich Janes negative Meinung über Waffen. Jane findet schließlich heraus, dass der Ursprung von Suttons Besuchen beim Schießstand in ihrer Jugend liegt, da sie zusammen mit einer alkoholkranken Mutter aufwuchs. Sutton lässt ihre Waffe schließlich zu Ohrringen umschmelzen.
Da Sutton Oliver dabei hilft, eine Tasche für ein Fotoshooting zu erhalten, lädt er sie auf eine Party nach Paris ein. Da Sutton hierfür einen Pass braucht, diesen aber ohne Geburtsurkunde nicht beantragen kann, fährt sie mit Jane und Kat zu ihrer Mutter Babs, damit diese ihr das Dokument gibt. Babs sagt ihrer Tochter, dass sie nun eine Arbeit hat und ein anderer Mensch ist, was ihr Sutton zunächst nicht glaubt, als sie erfährt, dass Babs trocken ist, beschließt sie, regelmäßigen Kontakt mit ihr aufzunehmen. Am Ende der Staffel ist Sutton zusammen mit Jane, Kat, Adena und Oliver in Paris, als sie auf Richard trifft, der ihr sagt, dass er sie liebt.
In der dritten Staffel ziehen Sutton und Richard zusammen, nebenbei möchte sie Designerin werden und absolviert ein Mode-Seminar. Obwohl ihre Kleider bei einer Modenschau positiv aufgenommen werden, merkt sie während eines Fotoshootings, dass ihr organisatorische Arbeiten doch eher liegen.

### Jacqueline Carlyle
Jacqueline Carlyle ist die Chefredakteurin der Zeitung. Sie steht ihren Angestellten, insbesondere Jane, oftmals mit guten Ratschlägen zur Seite. Sie fordert gute Leistungen von ihren Mitarbeitern, ist ihnen gegenüber auch allzeit hilfsbereit, so bezahlte sie Kats Kaution, als diese wegen einer Handgreiflichkeit kurzzeitig ins Gefängnis musste.
Jacqueline ist mit Ian Carlyle verheiratet und hat zwei Söhne, James und Connor. Am Ende der ersten Staffel wird offenbart, dass sie am Anfang ihrer Karriere Opfer eines Serienvergewaltigers wurde.
In der zweiten Staffel stellt Jacqueline Jane wieder ein, als diese bei Incite entlassen wird, behandelt sie dafür jedoch recht streng. Zudem erlaubt sie Kat, die auf Drängen von Cleo, einem neuen Vorstandsmitglied, eine Werbung für ein Hautpflegeprodukt produziert, während der sie die äußerst konservativen Ansichten des CEO der Firma entlarvt, nur noch für Firmen zu werben, die sie auch persönlich inspirieren. Am Ende der Staffel findet Richard eine Liste, auf der sich die Namen für einen möglichen Ersatz für Jacqueline befinden.
In der dritten Staffel gibt Jacqueline die Leitung der Online-Ausgabe an Patrick Duchand ab, sie bleibt dafür Vorsitzende der Print-Edition. In dieser Funktion recherchiert sie zusammen mit Jane über eine bekannte Mode-Fotografin, die ihre Models sehr schlecht behandelt hat. Nachdem sie die Opfer befragt haben und die Fotografin vor der Veröffentlichung um eine Stellungnahme bitten, gibt diese einer anderen Zeitschrift ein Interview, um dem Ruf von Scarlet zu schaden, weswegen Jacqueline schließlich Janes Artikel veröffentlicht, bevor die Ausgabe des Konkurrenten erscheint.

### Adena El-Amin
Adena bezeichnet sich selbst als stolze, lesbische Muslima. Sie besucht New York, da dort ihre Bilder zum ersten Mal in einer Galerie ausgestellt werden. Anfangs möchte sie nicht, dass in Scarlet darüber berichtet wird, weil es in ihren Augen kein feministisches Magazin ist, sie ändert jedoch ihre Meinung, nachdem Kat sie überredet hat. Eigentlich hat sie bereits eine Beziehung mit einer Französin namens Coco, aber nachdem sie diese bröckelnde Verbindung nicht mehr retten kann, entscheidet sie sich für Kat.
In der zweiten Staffel ist Adena Kats feste Freundin. Obwohl Adena Kat gegenüber nicht über frühere Verbindungen sprechen möchte und Kat mit einer Freundin von ihr Zärtlichkeiten austauscht, bleiben die beiden zusammen. Als sie am Ende der Staffel eine Meinungsverschiedenheit haben, weil Adena seit dem Beginn ihrer Beziehung keine Fotografien mehr produziert hat, wird eine Trennung angedeutet, da Adena nicht mit Kat auf Oliver Graysons Party geht.
In der dritten Staffel wird Adena von Scarlet als Fotografin fest eingestellt und versöhnt sich mit Kat, die wieder mit ihr eine Beziehung eingeht.

## Besetzung und Synchronisation
Die deutschsprachige Synchronisation erfolgt unter der Dialogregie von Marion von Stengel und Robert Kotulla bei der Hamburger Synchron GmbH.

### Hauptbesetzung
| Rollenname          | Schauspieler         | Hauptrolle | Nebenrolle           | Synchronsprecher      |
| ------------------- | -------------------- | ---------- | -------------------- | --------------------- |
| Jane Sloan          | Katie Stevens        | 1.01–5.06  |                      | Franciska Friede      |
| Kat Edison          | Aisha Dee            | 1.01–5.06  |                      | Merete Brettschneider |
| Sutton Brady-Hunter | Meghann Fahy         | 1.01–5.06  |                      | Katharina von Keller  |
| Richard Hunter      | Samuel Page          | 1.01–5.06  |                      | Henning Nöhren        |
| Alex Crawford       | Matt Ward            | 1.01–4.16  | 5.01–5.02            | Jacob Weigert         |
| Jacqueline Carlyle  | Melora Hardin        | 1.01–5.06  |                      | Marion von Stengel    |
| Oliver Grayson      | Stephen Conrad Moore | 2.01–5.06  | 1.03–1.10            | Robert Kotulla        |
| Adena El-Amin       | Nikohl Boosheri      | 2.01–2.10  | 1.01–1.10, 3.08–5.06 | Neda Rahmanian        |

### Nebenbesetzung
| Rolle                       | Schauspieler         | Nebenrolle      | Synchronsprecher    |
| --------------------------- | -------------------- | --------------- | ------------------- |
| Andrew                      | Adam Capriolo        | 1.01–5.06       | Tommaso Cacciapuoti |
| Lauren Park                 | Emily C. Chang       | 1.01–1.03, 3.06 | Freya Trampert      |
| Sage Aiello                 | Stephanie Costa      | 1.02–5.06       | Nadine Wöbs         |
| Ryan „Pinstripe Guy“ Decker | Dan Jeannotte        | 1.02–5.06       | Tobias Diakow       |
| Ian Carlyle                 | Gildart Jackson      | 1.06–5.06       |                     |
| Ben Chau                    | Luca James Lee       | 2.02–2.10       | Patrick Stamme      |
| Cleo Williams               | Siobhan Murphy       | 2.02–2.10       |                     |
| Angie Flores                | Shyrley Rodriguez    | 2.05–3.10       |                     |
| Patrick Duchand             | Peter Vack           | 3.01–4.01       |                     |
| Carly Grayson               | Kiara Groulx         | 3.02–5.04       | Elise Eikermann     |
| Tia Clayton                 | Alexis Floyd         | 3.03–3.10       |                     |
| RJ Safford                  | Aidan Devine         | 3.04–4.10       |                     |
| Cody                        | Tom Austen           | 4.05–4.07       |                     |
| Alice Knight                | Raven-Symoné Pearman | 4.07, 4.09      |                     |
| Eva Rhodes                  | Alex Paxton-Beesley  | 4.10–5.01       |                     |
| Darby Gruss                 | Rachel Mutombo       | 4.11–5.04       |                     |
| Scott Coleman               | Mat Vairo            | 4.11–5.03       |                     |
| Addison Harper              | Christine Nguyen     | 4.11–5.06       |                     |

## Episodenliste

### Staffel 1
| Nr. (ges.) | Nr. (St.) | Deutscher Titel                | Originaltitel                     | Erstausstrahlung USA | Deutschsprachige Erstausstrahlung (D) | Regie            | Drehbuch                            |
| --- | --------- | ------------------------------ | --------------------------------- | -------------------- | ------------------------------------- | ---------------- | ----------------------------------- |
| 1 | 1         | Alles auf Anfang               | Pilot                             | 20. Juni 2017        | 9. Feb. 2018                          | Gary Fleder      | Sarah Watson                        |
| Vor vier Jahren fingen Jane Sloan, Kat Edison und Sutton Brady als Assistentinnen bei der Modezeitschrift Scarlet an. In der Gegenwart sind die drei gute Freundinnen und bekommen von ihrer Vorgesetzten Jacqueline Carlyle verschiedene Aufgaben zugeteilt: Jane soll so viel wie möglich über ihren Ex-Freund herausfinden, ohne dabei auf soziale Netzwerke zurückzugreifen. Kat, die die Social-Media-Abteilung leitet, will die iranische Fotografin Adena El-Amin, die ihren Leitartikel für das Magazin zurückgezogen hatte, dazu überreden, diesen doch zu veröffentlichen. Sutton ist ein wenig frustriert, da sie im Gegensatz zu Jane und Kat immer noch als Assistentin arbeitet, zudem könnte sie Ärger kriegen, da sie eine heimliche Beziehung mit Richard Hunter, einem Vorstandsmitglied, führt, was die Geschäftsleitung eigentlich nicht billigt.                                               |           |                                |                                   |                      |                                       |                  |                                     |
| 2 | 2         | O, kein O!                     | O Hell No                         | 11. Juli 2017        | 9. Feb. 2018                          | Victor Nelli jr. | Sarah Watson                        |
| Sutton gesteht der Redakteurin Lauren Park, für die sie als Assistentin arbeitet, dass sie sich in ihrer Karriere weiterentwickeln möchte. Lauren unterstützt Sutton und beschafft ihr mit Richards Hilfe eine Stelle im Anzeigenverkauf. Jacqueline beauftragt Jane damit, einen Artikel über Sex zu schreiben, was ihr aber gar nicht liegt, da sie noch nie einen Orgasmus hatte. Deswegen geht sie zunächst zu einer Sexologin und kauft sich anschließend ein Yoni-Ei, mit dem ihr ein Malheur passiert, diese Erfahrungen verarbeitet Jane dann in ihrem Artikel. Währenddessen kehrt Adena nach New York zurück, Kat ist sich deswegen ihrer Sexualität unsicher, weil sie Gefühle für die offen lesbische Künstlerin hat. Kat ist zudem enttäuscht, als sie von Adenas Freundin erfährt. |           |                                |                                   |                      |                                       |                  |                                     |
| 3 | 3         | Die Frau hinter der Kleidung   | The Woman Behind The Clothes      | 18. Juli 2017        | 9. Feb. 2018                          | Tara Nicole Weyr | Justin W. Lo                        |
| Kat veröffentlicht einen Online-Artikel über die Ungleichheit der Geschlechter, weswegen sie von mehreren Trollen belästigt wird. Jane und Sutton machen sich Sorgen über ihre Freundin, die auf die hämischen Internet-Kommentare mit Spott antwortet, bis ein Nutzer ein Nacktfoto von ihr online stellt. Sutton ist nun sowohl Assistentin von Lauren Park als auch probeweise von Oliver Grayson, dem Leiter der Mode-Abteilung, es fällt ihr schwer, diese beiden Aufgaben unter einen Hut zu bringen. Jane sagt eine Verabredung mit ihrem Bekannten Ryan Decker ab, um für einen Artikel über eine Kongressabgeordnete zu recherchieren. Als ihre Version von Jacqueline abgelehnt wird, verfasst sie den neuen Artikel aus einem völlig anderen Blickwinkel, was ihre Chefin beeindruckt und ihr viel Lob einbringt.                                                                                        |           |                                |                                   |                      |                                       |                  |                                     |
| 4 | 4         | Nie ohne Gefühl!               | If You Can’t Do It With Feeling   | 25. Juli 2017        | 9. Feb. 2018                          | Anna Mastro      | Wendy Straker Hauser                |
| Adena bittet Kat, für sie ein Empfehlungsschreiben zu verfassen, damit ihr Arbeitsvisum verlängert wird. Bei einem gemeinsamen Spaziergang beleidigt ein Mann Adena mit rassistischen Ausdrücken, weswegen ihm Kat ins Gesicht schlägt und verhaftet wird. Jacqueline bezahlt ihre Kaution, Kat und Adena treffen sich erneut und küssen sich. Jane soll bei einer Veranstaltung eine Rede über junge, politische Aktivisten halten, was allerdings nicht wirklich zu ihrer Zufriedenheit verläuft. Sutton macht sich Sorgen, da Oliver ihren beruflichen Hintergrund mit dem einer Kollegin verwechselt hat, weswegen sie befürchtet, nicht für ihn tätig sein zu können. Sie erstellt eine Collage, die Oliver so beeindruckt, dass Sutton von nun an seine feste Assistentin wird. |           |                                |                                   |                      |                                       |                  |                                     |
| 5 | 5         | Eine beeindruckende Feministin | No Feminism In The Champagne Room | 1. Aug. 2017         | 9. Feb. 2018                          | Jamie Travis     | Lynn Sternberger                    |
| Jane wird verklagt, da sie einen Artikel über eine Frau verfasst hat, die ihre Arbeit im Finanzwesen aufgegeben hat und Stripperin geworden ist. Diese wirft ihr Diffamierung vor, da sie sich nicht auf einen finanziellen Vergleich einigen können, muss sich Jane zum ersten Mal mit den Konsequenzen eines Artikels auseinandersetzen. Kat und Adena haben die Nacht zusammen verbracht, Kat ist sich unsicher, wie es mit den beiden weitergehen soll, da sie Angst davor hat, feste Bindungen einzugehen. Als Kat sich dazu entschließt, eine Beziehung mit Adena anzufangen, eröffnet ihr diese, dass sie nach Paris fliegen wird, um sich mit ihrer Freundin Coco zu versöhnen. Sutton erhält einen Arbeitsvertrag von Oliver, ihr Gehalt ist allerdings deutlich niedriger als erwartet. Sie einigen sich schließlich, die Höhe des Lohns beizubehalten, im Gegenzug erhält Sutton einige Vergünstigungen. |           |                                |                                   |                      |                                       |                  |                                     |
| 6 | 6         | Die Nummer mit der Brust       | The Breast Issue                  | 8. Aug. 2017         | 9. Feb. 2018                          | Jamie Travis     | Matt McGuinness                     |
| Kat startet eine Kampagne, um die Zensur von Brustwarzen in sozialen Netzwerken zu beenden und um die Leser für Brustkrebs sowie Mammografien zu sensibilisieren. Jane soll einen Artikel über eine Ärztin verfassen, die junge Frauen auf eine Mutation des BRCA1-Gen testet. Da Janes Mutter an der Krankheit starb, fällt ihr die Aufgabe äußerst schwer, zudem zögert sie, als ihr Kat, Sutton und Jacqueline nahelegen, sich ebenfalls testen zu lassen. Unterdessen soll Sutton für Oliver eine Halskette im Wert von 5000 Dollar abholen. Sie gerät in Panik, als sie diese in einem Taxi vergisst, und versucht mit der Hilfe ihres Kollegen Alex Crawford, diese wieder zu beschaffen. |           |                                |                                   |                      |                                       |                  |                                     |
| 7 | 7         | Drei Frauen in einer Wanne     | Three Girls In A Tub              | 15. Aug. 2017        | 9. Feb. 2018                          | Jann Turner      | Ian Deitchman & Kristin Robinson    |
| Kat soll einer neuen Angestellten beibringen, wie sie mit dem offiziellen Twitter-Account von Scarlet umgehen muss, was sie vor einige Schwierigkeiten stellt. Sutton fängt an, Verbindungen in der Mode-Welt zu knüpfen, um bei ihrer Arbeit im Vorteil zu sein. Sie wird auf einen high tea eingeladen, auf dem Tee und Petit Fours mit Hanf-Zusatz angeboten werden, weswegen sie nach kurzer Zeit sehr beschwingt ist. Jane, Kat und Sutton essen bei Richard zu Abend und verbringen die Nacht in seiner Badewanne. Am Folgetag trennt sich Jane von Ryan, da sie im Gegensatz zu ihm keine offene Beziehung möchte, Sutton beendet die Verbindung mit Richard, da sie dem Druck, diese geheim zu halten, nicht mehr gewachsen ist. |           |                                |                                   |                      |                                       |                  |                                     |
| 8 | 8         | Das Ende vom Anfang            | The End Of The Beginning          | 22. Aug. 2017        | 9. Feb. 2018                          | Jann Turner      | Justin W. Lo & Wendy Straker Hauser |
| Kat muss in der gemeinsamen Wohnung von Jane und Sutton übernachten, da ihr Appartement von Bettwanzen befallen ist. Die drei gehen zusammen aus, da sie alle zum ersten Mal seit vielen Jahren keine Beziehung führen. Als Gerüchte aufkommen, wonach es bei Scarlet zu massenhaften Entlassungen kommen soll, beschließen Jane und Alex, sich für Stellen bei dem Online-Politmagazin Incite zu bewerben. Sutton muss ein Fotoshooting leiten, da Oliver auf Kuba festsitzt, was sie vor ungeahnte Probleme stellt, weil sie zunächst nicht genug Selbstvertrauen hat, um Jacqueline zu überzeugen. Kat ist erfreut, als Adena ihr mitteilt, sich mit Coco nicht versöhnen zu können und deswegen zurück nach New York kommen möchte. |           |                                |                                   |                      |                                       |                  |                                     |
| 9 | 9         | Ein neuer Morgen               | Before Tequila Sunrise            | 29. Aug. 2017        | 9. Feb. 2018                          | Victor Nelli jr. | Lynn Sternberger                    |
| Sutton, Jane, Ryan und Alex können das Scarlet-Gebäude nicht verlassen, da Donald Trump zurück in der Stadt und der Verkehr deswegen extrem dicht ist. Adena sitzt am Flughafen fest, da sie aufgrund eines neuen Dekrets des Präsidenten nicht ins Land einreisen darf. Kat eilt zu ihr und kauft ein Ticket, um mit Adena in eine First Class Lounge gehen zu können. Währenddessen kommen Sutton und Alex bei Scarlet ins Gespräch. Nach einigen Drinks küssen sie sich und haben Sex. Kat gesteht Adena schließlich ihre Liebe, die beiden haben in der Lounge ebenfalls Geschlechtsverkehr. Adena muss ihren Rückflug in ihr Heimatland antreten und bietet Kat an, mitzukommen, was diese nach einigem Zögern aber ablehnt. |           |                                |                                   |                      |                                       |                  |                                     |
| 10 | 10        | Die Last mit der Last          | Carry The Weight                  | 5. Sep. 2017         | 9. Feb. 2018                          | Victor Nelli jr. | Sarah Watson                        |
| Sutton und Alex wollen eine Beziehung anfangen, was aber scheitert, da Jacqueline die beiden beim Küssen im Treppenhaus erwischt. Zudem gesteht Richard Sutton, dass er für sie hätte kämpfen müssen. Währenddessen schreibt Jane ihren letzten Scarlet-Artikel, da sie zu Incite wechseln wird. Sie soll einen Artikel über Mia schreiben, die eine Vergewaltigung überlebt hat. Während ihrer Recherchen stellt Jane schockiert fest, dass Jacqueline ebenfalls vergewaltigt wurde. Währenddessen vergräbt sich Kat in ihrer Arbeit, da sie es bereut, Adena nicht gefolgt zu haben. Am Ende der Folge fängt Jane bei Incite an, Kat folgt Adena nach Südamerika, und Sutton vertritt Oliver bei einer großen Modenschau. |           |                                |                                   |                      |                                       |                  |                                     |

### Staffel 2
| Nr. (ges.) | Nr. (St.) | Deutscher Titel             | Originaltitel           | Erstausstrahlung USA | Deutschsprachige Erstausstrahlung (D) | Regie            | Drehbuch                              |
| --- | --------- | --------------------------- | ----------------------- | -------------------- | ------------------------------------- | ---------------- | ------------------------------------- |
| 11 | 1         | Feministische Armee         | Feminist Army           | 12. Juni 2018        | 19. Sep. 2018                         | Victor Nelli jr. | Amanda Lasher                         |
| Kat wird am Flughafen von Jane und Sutton empfangen. Adena ist ebenfalls dort, da ihr Visum für drei Monate verlängert wurde. Kat ist schwer in Adena verliebt und teilt dies jedem mit. Adena ist langsam genervt, da Kat nicht aufhören kann, mit ihrer neuen Beziehung zu prahlen. Währenddessen verfasst Jane ihren ersten Artikel für Incite, allerdings reagiert ihre Interviewpartnerin auf diesen für Jane vollkommen unerwartet negativ. Eine neue Regelung erlaubt es Sutton und Richard, wieder zusammen zu sein, allerdings stellt Sutton fest, dass in der Firma nun behauptet wird, sie hätte sich „hochgeschlafen“. |           |                             |                         |                      |                                       |                  |                                       |
| 12 | 2         | Durch die rosarote Brille   | Rose Colored Glasses    | 12. Juni 2018        | 19. Sep. 2018                         | Victor Nelli jr. | Wendy Straker Hauser                  |
| Kat wird von Jacqueline damit beauftragt, einen Artikel über sich selbst zu verfassen. Als Alex vorschlägt, auch über ihren interkulturellen Hintergrund zu schreiben, gerät Kat in eine Identitätskrise, da sie diesen als unwichtig empfindet. Sutton kann sich während eines Fotoshootings nicht konzentrieren, da sie sich fragt, ob Oliver sie wegen ihres Könnens oder ihrer Attraktivität eingestellt hat. Unterdessen hinterlässt Jane eine Sprachnachricht für Emma, ihrer Interviewpartnerin. Diese verbreitet die Aufnahme im Internet, als sich Jane in den Nachrichten dafür entschuldigen will, wird sie entlassen. Am Ende der Episode stellt Kat Adena ihren Eltern vor. |           |                             |                         |                      |                                       |                  |                                       |
| 13 | 3         | Der Scarlet Brief           | The Scarlett Letter     | 19. Juni 2018        | 19. Sep. 2018                         | Jamie Travis     | Céline Geiger                         |
| Sutton arbeitet auf Bitten von Kat hin mit Adena zusammen. Adena soll die Fotos für ein Shooting, welches Sutton leitet, machen, was aber nicht wirklich funktioniert. Nach einer Weile haben die beiden eine neue Idee und improvisieren gemeinsam, das Shooting wird daraufhin ein Erfolg. Jane findet keine neue Festanstellung und ist deswegen als freie Mitarbeiterin für Zeitschriften tätig. Während eines Interviews lernt sie den Frauenarzt Ben kennen und verabredet sich mit ihm. Jacqueline und das neue Vorstandsmitglied Cleo geraten in Streit, da sie sich nicht einigen können, wie das neue Leitthema Body positivity dargestellt werden soll. Jane bittet Jacqueline, sie wieder einzustellen, was letztere aber ablehnt, da Jane ihrer Meinung nach erst einmal lernen muss, wie sich Misserfolg anfühlt. |           |                             |                         |                      |                                       |                  |                                       |
| 14 | 4         | Oh mein Gott                | OMG                     | 26. Juni 2018        | 19. Sep. 2018                         | Jamie Travis     | Neel Shah                             |
| Während ihrer Verabredung mit Ben merkt Jane, dass er sehr religiös ist, was ihr offen missfällt. Als sie die Verabredung im Streit verlässt, trifft sie auf Ryan, der nun für ein Klatschblatt tätig ist. Er lädt sie auf eine Firmenparty ein, wo Jane merkt, dass diese Art von Journalismus nichts für sie ist. Jane entschuldigt sich bei Ben und erklärt ihm, dass sie Gott und Religion allgemein aufgrund des frühen Todes ihrer Mutter sehr kritisch gegenübersteht. Währenddessen hat Sutton das Gefühl, sich bei ihrer Arbeit nicht weiterzuentwickeln, weswegen sie sich mit der Influencerin Brooke Langley anfreundet. Diese Freundschaft hält nicht sehr lange, da Brooke mit Suttons Scarlet-Kreditkarte Kokain im Wert von 500 Dollar erwirbt. Kat trifft auf Adenas Freunde, ist aber verunsichert, weil Adena ihr nicht sagen will, wie viele Sexpartnerinnen sie schon hatte. Adena sagt Kat, dass sie sie nur beschützen und ihre Beziehung nicht gefährden will, die beiden gestehen sich daraufhin erneut ihre Liebe. |           |                             |                         |                      |                                       |                  |                                       |
| 15 | 5         | Schritte des Stolzes        | Stride of Pride         | 3. Juli 2018         | 19. Sep. 2018                         | Anna Mastro      | Michelle A. Badillo & Caroline Levich |
| Jane ist niedergeschlagen, da sie erneut bei einem Magazin abgelehnt wurde, weil die Zeitschrift einen diverseren Mitarbeiterstab haben möchte. Kat erklärt Jane daraufhin, dass sie aufgrund ihrer Hautfarbe ohnehin schon privilegiert sei. Währenddessen findet Sutton heraus, dass der Mann, mit dem sie sich trifft, verheiratet ist und beichtet es seiner Ehefrau, die sich zu Suttons Verblüffung bei ihr bedankt. Kurz darauf sieht sie, dass Richard, von dem sie sich getrennt hatte, eine neue Freundin zu haben scheint. Kat soll neues Personal einstellen, ihre Wunschkandidatin wird aber abgelehnt, da sie keinen College-Abschluss hat. Kat kann den Vorstand schließlich davon überzeugen, die Frau dennoch einzustellen. Später hat sie einen sexuellen Traum über eine Freundin von Adena und wacht darüber entsetzt auf. |           |                             |                         |                      |                                       |                  |                                       |
| 16 | 6         | Domino Effekt               | The Domino Effect       | 10. Juli 2018        | 19. Sep. 2018                         | Anna Mastro      | Amy-Jo Perry                          |
| Janes Artikel über Jacquelines Vergewaltigung wird für eine Auszeichnung nominiert, weswegen sie gebeten wird, einen weiteren Artikel über das Thema zu schreiben. Bei ihren Recherchen stellt sich heraus, dass Jacquelines Peiniger höchstwahrscheinlich ein Serientäter ist. Unterdessen geht Kat geht mit einigen Freunden von Adena aus und kommt einer Frau sehr nahe. Kat gesteht dies Adena und sagt ihr auch, dass sie sich ihrer Sexualität immer noch nicht sicher ist. Adena will sich nicht von ihr trennen und vergibt ihr. Sutton soll Richards Freundin neu ankleiden, Sutton stellt schnell fest, dass diese und Richard bereits einmal ein Paar waren. Am Ende der Folge erhält Jane von Jacqueline ihre alte Stelle bei Scarlet zurück. |           |                             |                         |                      |                                       |                  |                                       |
| 17 | 7         | Betsy                       | Betsy                   | 17. Juli 2018        | 19. Sep. 2018                         | Marta Cunningham | Matt McGuiness                        |
| Jane ist schockiert, als sie eine Waffe in ihrer Wohnung findet, und schreibt deswegen einen Artikel über Sutton und ihre Affinität für Schusswaffen. Daraufhin zeigt Sutton Jane und Adena ihre Flinte, woraufhin Jane erklärt, dass sie gegen Waffen ist, weil sie eine Verbindung zum Amoklauf an der Columbine High School hat. Jane begleitet Sutton zum Schießen, um ihre Leidenschaft nachvollziehen zu können, auf dem Schießstand bestätigt sich ihre negative Meinung und sie verlangt von Sutton, ihre Flinte zu entsorgen. Später gesteht ihr Sutton, dass sie seit ihrer Jugend schießt, um ihre Beziehung zu ihrer alkoholkranken Mutter zu verarbeiten. Daraufhin lässt Sutton ihre Waffe zu Ohrringen einschmelzen. Währenddessen schlägt Adena Kat vor, eine offene Beziehung auszuprobieren, um ihre wahre Sexualität herauszufinden, weswegen sie eine Sex-Verabredung mit ihrer Uber-Fahrerin hat. Sutton soll für Oliver eine seltene Handtasche besorgen, weswegen sie sich an Brooke wendet, was scheitert. Sutton gibt zu, die Tasche nicht zu haben, Oliver erhält sie dennoch, da ihm jemand einen Gefallen schuldet. Er sagt ihr, dass sie sich alles sagen können und auch müssen, weil sie ein Team sind. |           |                             |                         |                      |                                       |                  |                                       |
| 18 | 8         | Plan B                      | Plan B                  | 24. Juli 2018        | 19. Sep. 2018                         | Marta Cunningham | Becky Hartman Edwards                 |
| Während eines Besuchs beim Frauenarzt erfährt Jane, dass aufgrund der BRCA1-Mutation ihre biologische Uhr langsam abläuft und sie sich Gedanken über einen Kinderwunsch machen sollte. Deswegen schreibt sie einen Artikel über die Mutterschaft und erzählt Ben von ihrer Mutation, seine Reaktion verärgert sie. Später kommt sie zu dem Entschluss, dass sie sich nur schwer vorstellen kann, Mutter zu werden, weil sie kaum Erinnerungen an ihre eigene hat, und ruft deswegen einen ihrer Brüder an, um mehr über ihre Mutter zu erfahren. Kat wird von Cleo damit beauftragt, für eine Hautpflege-Firma zu werben, als sie von Ryan erfährt, dass der CEO an sehr konservative, mitunter auch homophobe und rassistische, Einrichtungen spendet, macht sie dies im Werbespot öffentlich. Daraufhin erlaubt ihr Jacqueline, in Zukunft nur noch für Hersteller zu werben, die sie persönlich inspirieren. Sutton muss die Mode-Abteilung leiten, da Oliver außer Haus ist. Sie versucht, das Beste aus einem Fotoshooting zu machen, für das sie ein sehr begrenztes Budget zur Verfügung hat. Als Oliver zurückkommt, ist er von dem Ergebnis begeistert und lädt Sutton ein, ihn auf die Fashion Week nach Paris zu begleiten. |           |                             |                         |                      |                                       |                  |                                       |
| 19 | 9         | Der Tripp                   | Trippin                 | 31. Juli 2018        | 19. Sep. 2018                         | Victor Nelli jr. | Céline Geiger & Neel Shah             |
| Sutton bereitet sich auf ihre Reise nach Paris vor, kann aber ihre Geburtsurkunde nicht finden, braucht diese aber, da sie sonst keinen Pass erhält. Deswegen fährt sie zusammen mit Jane und Kat in ihre Heimatstadt Harrisburg, da sich die Urkunde wahrscheinlich in ihrem alten Haus befindet. Dort treffen die drei auf Babs, Suttons Mutter. Sie sagt ihr, dass sie ihren Abschluss nachgeholt hat, arbeitet und ein anderer Mensch ist, was Sutton nicht glaubt. Als Babs ihr sagt, dass sie sich ihrer Sucht stellte, um Teil von Suttons Leben zu werden, sagt ihr diese zu, wieder miteinander in Kontakt zu treten. Danach wird Kat mit der Leitung der überholten Firmen-Website beauftragt. Eigentlich will Jacqueline die Kommentarfunktion auf dieser deaktivieren, nach mehreren Protesten lenkt sie aber ein diese wieder zu aktivieren. Jane hat unterdessen das Gefühl, dass Ben sich zu sehr in ihre Gesundheit bezüglich ihrer Fruchtbarkeit einmischt, und entschließt sich schließlich, ihre Eizellen einfrieren zu lassen. Am Ende erhält Sutton rechtzeitig ihren Pass, und Kat sagt ihr, dass sie ebenfalls mit nach Paris kommen wird.                                                                      |           |                             |                         |                      |                                       |                  |                                       |
| 20 | 10        | Uns bleibt immer noch Paris | We’ll Always Have Paris | 7. Aug. 2018         | 19. Sep. 2018                         | Tara Nicole Weyr | Annie Weisman                         |
| Jane will sich ihre Eizellen einfrieren lassen, allerdings möchte ihre Krankenversicherung hierfür nicht aufkommen. Ben sagt, dass dieser Prozess für Familien kostenlos ist, weswegen er ihr vorschlägt, sich als seine Lebensgefährtin auszugeben. Jane ist darüber nicht erfreut, als sie auf der Straße Ryan trifft. Dieser bietet ihr an, für die Hälfte der Kosten aufzukommen, und gesteht ihr, dass er immer noch etwas für sie empfindet, worauf sich die beiden küssen. Jane entschließt sich, ebenfalls nach Paris zu fliegen. Dort trifft Kat Coco und bemerkt, dass Adena seit ihrem Aufenthalt in New York nicht mehr fotografiert hat. Kat gerät deswegen mit ihr in Streit, da sie glaubt, für ihre künstlerische Pause verantwortlich zu sein. Richard reist ebenfalls nach Frankreich und gesteht Sutton seine Liebe. Er findet zudem eine Liste, aus der hervorgeht, dass Jacqueline als Vorgesetzte ersetzt werden soll. Auf einer After-Party der Fashion Week ist Adena nirgends zu finden, was Kat deprimiert. Sie wird daraufhin von Jane und Sutton mit aufmunternden Worten getröstet. |           |                             |                         |                      |                                       |                  |                                       |

### Staffel 3
| Nr. (ges.) | Nr. (St.) | Deutscher Titel            | Originaltitel              | Erstausstrahlung USA | Deutschsprachige Erstausstrahlung (D) | Regie               | Drehbuch                                                  |
| --- | --------- | -------------------------- | -------------------------- | -------------------- | ------------------------------------- | ------------------- | --------------------------------------------------------- |
| 21 | 1         | Das neue Normal            | The New Normal             | 9. Apr. 2019         | 10. Apr. 2019                         | Victor Nelli jr.    | Wendy Straker Hauser                                      |
| Jacqueline bleibt Vorsitzende der Print-Redaktion, Chefredakteur der Online-Ausgabe wird Patrick Duchand, über den Jane recherchiert, aber nichts Auffälliges oder Dubioses entdeckt. Währenddessen ist Kat aufgrund der Trennung von Adena untröstlich und kommt zu dem Schluss, dass sie in zukünftigen Verbindungen ihre wahren Gefühle nicht mehr verbergen darf. In Suttons Beziehung läuft es besser, sie und Richard sind miteinander glücklich, weswegen sie überlegen, zusammen zu ziehen. |           |                            |                            |                      |                                       |                     |                                                           |
| 22 | 2         | Hoch Leveln                | Plus It Up                 | 16. Apr. 2019        | 17. Apr. 2019                         | Ellen S. Pressman   | Amanda Lasher & Matt McGuinness                           |
| Janes und Ryans Beziehung gerät in eine Krise, da sie ihn bei der Einfrierung ihrer Eizellen nicht dabei haben möchte. Unterdessen bekommt Kat mit, dass ihre Stamm-Lesben-Bar bald schließen wird, was sie unter allen Umständen verhindern will. Sutton kann sich nur schwer daran gewöhnen, mit Richard in derselben Wohnung zu leben, zudem hat sie den Verdacht, dass Oliver ihr bei der Arbeit etwas verheimlicht. |           |                            |                            |                      |                                       |                     |                                                           |
| 23 | 3         | Geniestreich               | Stroke of Genius           | 23. Apr. 2019        | 24. Apr. 2019                         | Jamie Travis        | Neel Shah                                                 |
| Alex trifft sich mit einer Frau, die einen Artikel darüber geschrieben hat, wie sehr sie sich beim Sex unter Druck gesetzt fühlte. Er ist sehr überrascht, als sie ihm sagt, dass er bei einem One-Night-Stand ihr Sex-Partner war. Kat arbeitet in der Zwischenzeit ehrenamtlich für eine Lokal-Politikerin, die als Stadträtin kandidiert. Sie wird von Tia Clayton, der Wahlkampfleiterin, darum gebeten, sie bei der Verwaltung der Social-Media-Kanäle zu unterstützen. Jane findet heraus, dass sich Ryan auf ihrem Computer Pornos angesehen hat, in ihrem anschließenden Gespräch gesteht er ihr, dass er ihren Sex etwas langweilig findet. Währenddessen möchte Sutton Designerin werden und bewirbt sich für eine Stelle bei einem Mode-Seminar. |           |                            |                            |                      |                                       |                     |                                                           |
| 24 | 4         | Neue Wege                  | The Deep End               | 30. Apr. 2019        | 1. Mai 2019                           | Jamie Travis        | Becky Hartman Edwards                                     |
| Während ihrer Recherchen für einen Artikel findet Jane heraus, dass mehrere Models von der Fotografin Pamela Dolin sehr schlecht behandelt wurden. Während sie Jacqueline vorschlägt, über dieses Thema einen Text verfassen zu dürfen, bekommt sie den Eindruck, dass ihre Vorgesetzte Patrick womöglich ganz den Vortritt lassen könnte. Kat entscheidet sich in der Zwischenzeit, selbst für den Stadtrat zu kandidieren, allerdings könnte eine Abtreibung aus ihrer Vergangenheit ihre Kampagne negativ beeinflussen. Währenddessen muss sich Oliver um Carlie, die Tochter eines Ex-Freundes, kümmern. Er holt sich dabei Rat von Sutton, die sich wiederum in Sachen Kleiderwahl für das Seminar von ihm beraten lassen möchte. |           |                            |                            |                      |                                       |                     |                                                           |
| 25 | 5         | Technische Schwierigkeiten | Technical Difficulties     | 7. Mai 2019          | 8. Mai 2019                           | Anna Mastro         | Lijah J. Barasz & Celeste Vasquez                         |
| Jane macht ein Model ausfindig, das ein Opfer von Pamela wurde, und interviewt sie. Als jedoch Scarlet mit Ransomware erpresst wird, befürchtet sie, dass die Hacker die Identität des Models, das anonym bleiben will, preisgeben könnten. Sutton erfährt derweil, dass sie im Mode-Seminar aufgenommen wurde und veranstaltet mit Richard, Jane, Kat und weiteren gemeinsamen Freunden ein Dinner. Dort ist sie sehr enttäuscht, als sie erfährt, dass Richard hinter ihrem Rücken über mit seinen Freunden über ihre gemeinsame Zukunft und ein Wegziehen aus New York geredet hat. Am Folgetag kommen sich Kat und Tia näher, als Kat sie fragt, was sie für sie empfindet, weicht Tia aus. |           |                            |                            |                      |                                       |                     |                                                           |
| 26 | 6         | #TBT                       | #TBT                       | 14. Mai 2019         | 15. Mai 2019                          | Anna Mastro         | Céline Geiger & Amy-Jo Perry                              |
| Die Hacker haben mehrere Scarlet-Mails der Öffentlichkeit zugänglich gemacht, laut einer E-Mail von Jacqueline im Jahr 2014 wäre eine namentlich nicht näher genannte Person fast gestorben. Jane, Kat und Sutton schwelgen in Erinnerungen an ihr erstes Jahr bei dem Magazin: Jane, damals Praktikantin, wurde Lauren als Assistentin zugeteilt, Kat war bereits in der Social-Media-Abteilung und hatte mehrere mehr oder weniger gute Ideen, die aber von ihrem Vorgesetzten allesamt abgelehnt wurden. Suttons Stelle war zeitlich begrenzt, weswegen ihr stets die Arbeitslosigkeit drohte. In der Gegenwart versöhnt sich Sutton mit Richard und redet mit ihm über den Tag, an dem sie sich zum ersten Mal trafen, Kat konfrontiert Tia, die ihr bestätigt, dass sie ebenfalls etwas für sie empfindet. |           |                            |                            |                      |                                       |                     |                                                           |
| 27 | 7         | Widersprüchliche Signale   | Mixed Messages             | 21. Mai 2019         | 22. Mai 2019                          | Geary McLeod        | Wendy Straker Hauser & Nikita T. Hamilton                 |
| Da Sutton nun bei Richard wohnt, macht sich Jane auf die Suche nach einem neuen Mitbewohner. Einer der möglichen Kandidaten ist ihr Arbeitskollege Alex, Ryan ist von ihrer Idee aber augenscheinlich nicht sehr angetan. In der Zwischenzeit möchte Sutton für Richard eine Geburtstagsfeier veranstalten, es kommt zwischen den beiden zu Spannungen, als er ihr sagt, dass er seinen Ehrentag nicht feiern will. Unterdessen machen Kat und Tia Wahlkampf, als sie Opfer von Racial Profiling werden. Beide haben sehr unterschiedliche Methoden, um dieses Erlebnis zu verarbeiten. Am Ende der Folge machen Jane und Jacqueline eine Fotografin ausfindig, die früher für Pamela gearbeitet hat. |           |                            |                            |                      |                                       |                     |                                                           |
| 28 | 8         | Überlebt                   | Revival                    | 28. Mai 2019         | 29. Mai 2019                          | Geary McLeod        | Matt McGuinness                                           |
| Jacqueline und Jane bitten ein ehemaliges Model von Pamela um ein Interview. Dieses willigt unter der Bedingung ein, dass auch andere Models zu Wort kommen dürfen. Über die Frauen wird ein Artikel verfasst, Adena fotografiert sie. Kat trifft auf sie und merkt, dass sie immer noch etwas für sie empfindet. Dieser Verdacht wird von Adena selbst bestätigt, die Jane anvertraut, dass sie die Trennung von Kat bereut. Währenddessen erfährt Pamela von dem geplanten Artikel und droht mit einer Klage gegen die Models, weswegen sie von der Zeitschrift um eine Stellungnahme gebeten wird. In der Zwischenzeit werden die Teilnehmer in Suttons Seminar damit beauftragt, Kleider für eine Modenschau zu entwerfen, was ein Karrieresprungbrett sein könnte. Sutton hat mit ihrer finanziellen Abhängigkeit von Richard zu kämpfen, während sich Kat mit Adena trifft, um über ihre Trennung zu sprechen. |           |                            |                            |                      |                                       |                     |                                                           |
| 29 | 9         | Endspurt                   | Final Push                 | 4. Juni 2019         | 5. Juni 2019                          | Kimberly McCullough | Neel Shah                                                 |
| Adena gesteht Kat, dass ihre Trennung ein Fehler war, was Kat verwundert. Später eröffnet ihr Jacqueline, dass sie ihre Arbeit bei Scarlet aufgeben muss, falls sie Stadträtin wird, was sie bestürzt aufnimmt. Sie sagt Adena, dass sie Scarlet nicht verlassen will und wird von ihr getröstet. Bei der anschließenden Wahlparty wird das Ergebnis verkündet: Kat hat es nicht in den Stadtrat geschafft. Auf der Wahlparty überrascht Ryan Jane und gesteht ihr, dass er während seiner Buchpräsentationstour eine andere Frau geküsst hat, worauf Jane sehr verärgert reagiert. Am nächsten Tag konfrontieren Jane und Jacqueline Pamela mit den Vorwürfen, die alles abstreitet. Später finden sie heraus, dass Pamela einem anderen Magazin ein Interview gegeben hat, um die Glaubwürdigkeit von Scarlet in Frage zu stellen. Aus diesem Grund veröffentlichen sie vor dem Konkurrenten ihren eigenen Artikel in der Online-Ausgabe. In der Zwischenzeit bittet Oliver Sutton, sich um Carlie zu kümmern, da sie krank ist. Eigentlich ist Carlie gar nicht krank, wie sie es Sutton beichtet, sondern wollte nicht in die Schule gehen, da Foto-Tag ist und sie sich für ihr Aussehen schämt. Sutton fühlt sich von Carlie inspiriert und beschließt, künftig „echte Frauen“ anstatt Models für ihre Fotoshootings zu engagieren. Richard wird eine Stelle in San Francisco angeboten, die er ablehnt, um bei Sutton bleiben zu können. |           |                            |                            |                      |                                       |                     |                                                           |
| 30 | 10        | Aus der Reihe Tanzen       | Breaking Through the Noise | 11. Juni 2019        | 12. Juni 2019                         | Victor Nelli Jr.    | Lijah J. Barasz & Becky Hartman Edwards & Celeste Vasquez |
| Kat schwankt emotional zwischen Adena und Tia. Mit Adena hat sie schließlich Sex, die ihr sagt, dass sie niemals aufgehört hat, Kat zu lieben. Bei der Arbeit beschließt Kat, über die Themen, um die sie sich als Stadträtin gekümmert hätte, in ihren Artikeln zu berichten. Sie beendet endgültig die Verbindung mit Tia und verabredet sich mit Adena, die verkündet, dass sie von Scarlet eine Vollzeit-Stelle als Fotografin erhalten hat. Währenddessen versucht Ryan, Jane zu besänftigen, die immer noch wütend auf ihn ist, ihm aber schließlich verzeiht, als sie merkt, wie stark ihre Liebe zu ihm ist. Suttons Auftritt bei der Modenschau ist erfolgreich, weswegen sie einen Design-Auftrag für ein Kleid erhält. Als sie aber gleichzeitig designt und ein Fotoshooting leitet, merkt sie, dass ihr die Arbeit hinter den Kulissen doch mehr liegt als das Designen. Danach sagt sie Richard, dass er die Stelle in San Francisco annehmen kann, wenn er möchte. In der Zwischenzeit merkt Jane an, dass manche Scarlet-Models erst 14 Jahre alt sind, weswegen Jacqueline die Redakteure beauftragt, eine Ausgabe zu erstellen, die eine bessere Botschaft für jüngere Leser beinhaltet. Am nächsten Tag finden Jane, Kat und Sutton die Büroräume leer vor, Jacqueline ist nirgends zu sehen. |           |                            |                            |                      |                                       |                     |                                                           |

### Staffel 4
| Nr. (ges.) | Nr. (St.) | Deutscher Titel                      | Originaltitel               | Erstausstrahlung USA | Deutschsprachige Erstausstrahlung (D) | Regie               | Drehbuch                          |
| ---------- | --------- | ------------------------------------ | --------------------------- | -------------------- | ------------------------------------- | ------------------- | --------------------------------- |
| 31         | 1         | Legenden der Herbstausgabe           | Legends of the Fall Issue   | 23. Jan. 2020        | 16. Okt. 2020                         | Geary McLeod        | Neel Shah                         |
| 32         | 2         | #Scarlet                             | #scarlet                    | 30. Jan. 2020        | 16. Okt. 2020                         | Geary McLeod        | Wendy Straker Hauser              |
| 33         | 3         | Marathon                             | Marathon                    | 6. Feb. 2020         | 16. Okt. 2020                         | Kimberly McCullough | Matt McGuinness                   |
| 34         | 4         | Abenteuer im Spielzeugland           | Babes in Toyland            | 13. Feb. 2020        | 16. Okt. 2020                         | Kimberly McCullough | Chase Baxter & Nikita T. Hamilton |
| 35         | 5         | Reißt die Donut-Wand ein!            | Tearing Down the Donut Wall | 20. Feb. 2020        | 16. Okt. 2020                         | Erica Dunton        | Sascha Rothchild                  |
| 36         | 6         | Peggen oder nicht peggen             | To Peg or Not to Peg        | 27. Feb. 2020        | 16. Okt. 2020                         | Erica Dunton        | Lara Azzopardi                    |
| 37         | 7         | Der Zwischenraum                     | The Space Between           | 5. März 2020         | 16. Okt. 2020                         | Anne Renton         | Ashley Skidmore                   |
| 38         | 8         | Sternenstaub                         | Stardust                    | 12. März 2020        | 16. Okt. 2020                         | Anne Renton         | Lori Lakin Hutcherson             |
| 39         | 9         | 5, 6, 7, 8                           | 5, 6, 7, 8                  | 19. März 2020        | 16. Okt. 2020                         | Victor Nelli Jr.    | Lauren Parks & Celeste Vasquez    |
| 40         | 10        | Ist sie nicht wunderbar?             | Some Kind of Wonderful      | 26. März 2020        | 16. Okt. 2020                         | Victor Nelli Jr.    | Lara Azzopardi                    |
| 41         | 11        | Aufstiege                            | Leveling Up                 | 11. Juni 2020        | 16. Okt. 2020                         | Geary McLeod        | Neel Shah                         |
| 42         | 12        | Schneesturm                          | Snow Day                    | 18. Juni 2020        | 16. Okt. 2020                         | Melora Hardin       | Sascha Rothchild                  |
| 43         | 13        | Verluste                             | Lost                        | 25. Juni 2020        | 16. Okt. 2020                         | Erin Ehrlich        | Celeste Vasquez                   |
| 44         | 14        | Die Wahrheit macht dich frei         | The Truth Will Set You Free | 2. Juli 2020         | 16. Okt. 2020                         | Erin Ehrlich        | Ashley Skidmore                   |
| 45         | 15        | Liebe                                | Love                        | 9. Juli 2020         | 16. Okt. 2020                         | Aprill Winney       | Wendy Straker Hauser              |
| 46         | 16        | Der Apfel fällt nicht weit vom Stamm | Not Far from the Tree       | 16. Juli 2020        | 16. Okt. 2020                         | Aprill Winney       | Chase Baxter & Neel Shah          |

### Staffel 5
| Nr. (ges.) | Nr. (St.) | Deutscher Titel                        | Originaltitel                   | Erstausstrahlung USA | Deutschsprachige Erstausstrahlung (D) | Regie         | Drehbuch                                                |
| ---------- | --------- | -------------------------------------- | ------------------------------- | -------------------- | ------------------------------------- | ------------- | ------------------------------------------------------- |
| 47         | 1         | Vertrauensfall                         | Trust Fall                      | 26. Mai 2021         | 30. Aug. 2021                         | Jill Carter   | Sascha Rothchild & Andrew Steier & Wendy Straker Hauser |
| 48         | 2         | Der Übergang                           | The Crossover                   | 2. Juni 2021         | 30. Aug. 2021                         | Jill Carter   | Lara Azzopardi & Lori Lakin Hutcherson                  |
| 49         | 3         | Zukunftsbahnen                         | Rolling Into the Future         | 9. Juni 2021         | 30. Aug. 2021                         | Yoko Okumura  | Chase Baxter & Sahar Jahani                             |
| 50         | 4         | Tagestrip                              | Day Trippers                    | 16. Juni 2021        | 30. Aug. 2021                         | Yoko Okumura  | Julia Harter & Matt McGuinness                          |
| 51         | 5         | Don’t Turn Away                        | Don’t Turn Away                 | 23. Juni 2021        | 30. Aug. 2021                         | Aprill Winney | Shani Am. Moore & Celeste Vasquez                       |
| 52         | 6         | Ich möchte, dass Sie Abenteuer erleben | I Expect You to Have Adventures | 30. Juni 2021        | 30. Aug. 2021                         | Aprill Winney | Lara Azzopardi & Jessica Kozak                          |

## Rezeption
Eine positive Resonanz erhielt die Serie vor allem aus der LGBT-Gemeinschaft, da die Hauptfigur Kat sich in eine Frau verliebt.
In der Internet Movie Database erhielt die Serie eine Bewertung von 8,0 aus 10 Sternen basierend auf 8165 abgegebenen Stimmen.
Die erste Staffel erreichte auf Rotten Tomatoes eine Kritiker-Wertung von 96 Prozent basierend auf 28 Kritiken sowie eine Zuschauer-Bewertung von 88 Prozent basierend auf 497 abgegebenen Stimmen. Die zweite Staffel erreichte auf Rotten Tomatoes einen Kritiker-Wert von 100 Prozent basierend auf 30 Kritiken und eine Zuschauer-Wertung von 81 Prozent basierend auf 208 Stimmen. Die dritte Staffel erreichte auf Rotten Tomatoes ebenfalls eine Kritiker-Bewertung von 100 Prozent basierend auf neun Kritiken und einen Zuschauer-Wert von 88 Prozent basierend auf 50 Stimmen. Auf Metacritic ergab sich ein Wert von 58 aus 100 basierend auf 13 Kritiken (Stand: 28. März 2020).

„Eines gleich vorweg: Besonders realistisch ist die neue Freeform-Serie The Bold Type nicht (…) Trotzdem schafft dieses neue, von Sarah Watson ersonnene Format etwas, das nur wenigen anderen glückt: Es sieht gleichzeitig blendend aus, unterhält und transportiert mehrere politische Botschaften.
Ihre Geschichte aus der Auftaktepisode ist denn auch diejenige, die man am ehesten in einer Serie aus dem Hause Freeform erwarten würde. Doch auch hier werden altbekannte Rollenmuster aufgebrochen. Schon nach ein paar Sexdates, die natürlich alle geheim bleiben müssen, hat Sutton keine Lust mehr auf die Geheimniskrämerei (…)
Ein Ventil für den Frust über kürzlich erlebte Misserfolge hat das Trio im überbevölkerten New York da längst gefunden: Es schreit einfach vorbeifahrende U-Bahnwägen an. Mitunter will man als Zuschauer selbst schreien, wenn man sieht, wie unrealistisch die äußeren Merkmale dieser Serie konstruiert sind. Im Kern erzählt sie jedoch eine wahre, eine nachvollziehbare Geschichte – die von drei jungen Frauen nämlich, die versuchen, Karriere, Interessen und Liebe miteinander zu vereinbaren. Daran gibt es wahrlich nichts auszusetzen.“

Elena Witzeck schrieb in der Frankfurter Allgemeine Zeitung, dass der Konflikt, die Herausforderung für die Protagonistinnen und die innere Spannung der Handlung nicht eindeutig seien. Dass den drei Hauptfiguren andere Themen als die „nervenden, profanen Anforderungen des Hochglanzmagazins“ drängender erscheinen, werde nur beiläufig erwähnt. Die Serie wolle keine Zuschauerinnen ansprechen, die sich wehmütig an Sex and the City-Kinoabende erinnern, sondern diejenigen, die gerade alt genug sind, um schon einmal von Carrie Bradshaw gehört zu haben. Das Frauenbild der Produktion setze sich aus „drei Protagonistinnen mit frisch geföhnten Haaren“ zusammen, die sich bereits nach wenigen Stunden vermissen und Übung darin hätten, sich am Arbeitsplatz ihrer Unterwäsche zu entledigen. Es bleibe nur Platz für eine Handvoll Charaktereigenschaften: ängstlich und selbstkritisch, stürmisch und selbstbewusst. Die Hauptdarstellerinnen würden wie „Pappfiguren“ von Szene zu Szene versetzt, von der Komplexität der Hauptfiguren bekämen die Zuschauer nicht viel zu sehen, Carrie Bradshaw sei im Vergleich hierzu vielschichtiger. Es wäre mutig gewesen, die weiblichen Hauptfiguren mit einem weniger bemerkenswerten Aussehen und dafür mehr Charakter auszustatten, sowie auf Szenen zu verzichten, in denen sie kichernd und Sekt trinkend auf dem Büroboden sitzen, da dies unrealistisch sei. Die Erinnerung an die Serie Good Girls Revolt, in der es um die wahre Geschichte von Frauen geht, die in den 1970er Jahren als vollwertige Redakteurinnen Anerkennung suchen, sei noch nicht verblasst. Im Gegensatz dazu wird es weitere Staffeln von The Bold Type geben, weil offenbar niemand zu viel Realität sehen wolle.
Matt Zoller Seitz der New York war der Ansicht, dass die Serie die beste Fernseh-Überraschung im Sommer 2017 sei. Sie sei gleichermaßen an der Darstellung eines Journalismus-Dramas und weiblicher Freundschaft im Stil einer Sex and the City-ähnlichen romantischen Komödie interessiert, was sie sehr gut bewältige und mehr zustande bringe, als man ihr vielleicht zutrauen würde. Die Situationen, in die die drei weiblichen Hauptfiguren geraten, würden in anderen Serien vielleicht wohlbekannt und abgedroschen wirken, The Bold Type überrasche aber die Zuschauer mit einem frischen Blickwinkel auf die Probleme der Charaktere. Zudem wisse die Produktion trotz ihres „Glanzes und Luxus“, was im Fernsehen selten vorkomme, darüber Bescheid, wie Journalismus im Jahr 2017 gemacht werde. Auch sei die Produktion gewissenhaft darin, eine Geschichte von Frauen zu erzählen, was sich unter anderem an den Fokus auf subtile Gesten erkennen ließe, die Frauen sofort auffielen, ohne dabei die männlichen Figuren als Karikaturen darzustellen. Kat erhielte anfangs die fesselndsten Handlungsstränge über ihre Sexualität und die Auswirkungen von Online-Trollen, auch Jane und Sutton würden auf ihre Suche nach ihren Plätzen in der Redaktion nicht ganz so dynamisch, aber ebenso überzeugend vertieft werden. Die beste Figur sei aber Jacqueline, da sie im Gegensatz zu ähnlichen Figuren weder eine „verhätschelte Sekten-Anführerin“ noch eine „hasserfüllte Hexe“, sondern eine stille, charismatische Person sei, die ihre Kraft aus einer „Mischung von höflicher Direktheit und taktischem Schweigen“ schöpfe. Auch seien ihre Ratschläge im Gegensatz zu anderen Mentoren-Figuren im Fernsehen wirklich hilfreich. Nicht viele „schamlos unterhaltende“ Serien seien so klug wie The Bold Type.
Laura Bradley schrieb in der Vanity Fair, dass das Drama in der Handlung oft gekünstelt, das Verständnis einer Zeitschriften-Redaktion selbst für eine Fernsehserie uninformiert und der Ton selbst für die geduldigsten Zuschauer „Karies verursachend süßlich“ sei. Jedoch sei es schwer, eine Episode anzusehen, ohne sich auf eine seltsame und erschreckende Weise zu dem charmanten Ensemble hingezogen zu fühlen. Die drei Hauptdarstellerinnen seien reizvoll, ernsthaft und etwa im selben Alter wie ihre Figuren, was ihnen zusätzlich an Glaubwürdigkeit verschaffe. Obwohl The Bold Type wahrscheinlich nie so kühn sein wird wie Girls, versuche es dies auch gar nicht. Die Serie sei Freeforms Vorstellung von Kühnheit, auf eine gute Laune machende, ehrgeizige, „Pinterest-freundliche“ Art und Weise. Dies sei nicht nur in Ordnung, sondern auch notwendig, da in diesen Zeiten eine Möglichkeit, sich mit einem Glas Roséwein zu entspannen und in eine Welt einzutauchen, in der sozialer Aufstieg, die wahre Liebe und Traumerfüllung möglich sind, willkommen seien. Zudem sei die Serie reizvoll für New Yorker Bürger, da in dieser die Stadt voll von netten Menschen und die U-Bahn kein „Drecksloch“ ist. Obwohl Jacqueline zunächst als Miranda Priestley-Typ präsentiert würde, verwandle sie sich schnell in eine hilfsbereite, freundliche Mentorin. Auch die Affäre zwischen Sutton und Richard sei nicht ekelhaft und kitschig, sondern eine wirklich einfühlsame und herzerwärmende Beziehung, auch wenn sie sich in der Realität wahrscheinlich nicht so abspielen würde. Die einzigen schwachen Momente seien die, in der sich die Serie an schwergewichtigere Themen wie Cyber-Mobbing und Misogynie heranwagt. Am besten sei die Serie, wenn sie sich auf die unermüdlich unterstützenden zwischenmenschlichen Beziehungen der Charaktere fokussiere.

## Nominierungen
GLAAD Media Award
- GLAAD Media Awards 2018

- Nominierung: Beste Comedy-Fernsehserie

Imagen Award
- Imagen Awards 2018

- Nominierung: Beste Darstellerin in einer Fernsehserie, für Katie Stevens

Satellite Award
- Satellite Awards 2018

- Nominierung: Beste Drama-Fernsehserie

Teen Choice Award
- Teen Choice Awards 2017

- Nominierung: Choice Summer TV Show
- Nominierung: Choice Summer TV Star: Female, für Aisha Dee

- Teen Choice Awards 2018

- Nominierung: Choice Summer TV Show
- Nominierung: Choice Summer TV Actor, für Aisha Dee
- Nominierung: Choice Summer TV Actor, für Meghann Fahy
- Nominierung: Choice Summer TV Actor, für Katie Stevens

- Teen Choice Awards 2019

- Nominierung: Choice Summer TV Show